# Scuderie Detetive Le Cocq
Scuderie Detetive Le Cocq ou Esquadrão Le Cocq foi uma organização paramilitar criada por policiais no Rio de Janeiro em 1965 e que atuou principalmente nas décadas de 1960, 1970 e 1980, sendo extinta por decisão judicial no início dos anos 2000. Essa organização matou ao menos 1,5 mil pessoas no Espírito Santo e é considerada o primeiro grupo de extermínio fluminense e o mais famoso do Brasil.  Em 2015, policiais utilizando o nome da organização, sob a denominação Associação Filantrópica Scuderie Detetive Le Cocq, realizaram ação de panfletagem para incentivar a utilização do disque-denúncia.

## História
A Scuderie Le Cocq foi criada para vingar a morte em serviço de Milton Le Cocq d’Oliveira, famoso detetive de polícia do estado do Rio de Janeiro (antigo Distrito Federal), integrante da guarda pessoal de Getúlio Vargas e primo do Brigadeiro Eduardo Gomes. Ele teria sido morto por Manoel Moreira, conhecido como Cara de Cavalo, marginal que atuava na Favela do Esqueleto, na década de 1960, enquanto fazia a proteção de banqueiros do jogo do bicho para que não se roubassem seus pontos de jogo.  Segundo relatos da época, entretanto, Cara de Cavalo não reagiu aos disparos realizados por Le Cocq e mais 3 policiais, sendo o disparo que matou o detetive oriundo do próprio carro em que ele se encontrava.
A morte mobilizou diversos policiais que se apresentaram voluntariamente para participar das diligências. Cara de Cavalo foi encontrado e morto poucos dias depois, com mais de 50 tiros. Entre os executores se encontravam Luiz Mariano e Guilherme Godinho Ferreira, o Sivuca, que mais tarde se elegeria deputado estadual pelo Rio de Janeiro, com o bordão "bandido bom é bandido morto", depois complementado por “e enterrado de pé, para não ocupar muito espaço”.
As iniciais "E.M." no brasão da Scuderie Le Cocq significam "Esquadrão Motorizado", divisão da Polícia Especial à qual pertencia o detetive Milton Le Cocq na época em que ele era integrante da policia especial, e não Esquadrão da Morte. O emblema da Scuderie Le Cocq era uma caveira em cima de ossos cruzados. Com a extinção da Polícia Especial, Le Cocq, além de seus colegas Sivuca e Euclides, passaram para a Polícia Civil.

### Doze Homens de Ouro
A associação era liderada pelos chamados "Doze Homens de Ouro", que eram doze famosos policiais escolhidos pelo Secretário de Segurança Pública do Rio de Janeiro, Luis França, para "limpar" a cidade e eliminar criminosos, travestis e moradores de rua. 
O grupo era integrado pelos seguintes policiais civis: 
1. Aníbal Beckman dos Santos, conhecido como "Cartola"
2. Elinto Pires[11]
3. Euclides Nascimento Marinho
4. Hélio Guahyba Nunes
5. Humberto de Matos
6. Jaime de Lima
7. José Guilherme Godinho, conhecido como Sivuca
8. Lincoln Monteiro
9. Mariel Mariscot
10. Neils Kaufman, conhecido como "Diabo Loiro"
11. Nelson Duarte
12. Vigmar Ribeiro